# Siurgus Donigala
Siurgus Donigala – miejscowość i gmina we Włoszech, w regionie Sardynia, w prowincji Sud Sardynia.
Według danych na rok 2004 gminę zamieszkiwało 2188 osób, 28,8 os./km². Graniczy z Goni, Mandas, Nurri, Orroli, San Basilio, Senorbì, Silius i Suelli.